# Babe (Braganza)
Babe es una freguesia portuguesa del municipio de Braganza, con 25,51 km² de superficie y 277 habitantes (2001). Su densidad de población es de 10,9 hab/km².